# Democratische Partij Bonaire
De Democratische Partij Bonaire of Partido Demokrátiko Boneriano, afgekort PDB, is een politieke partij in Bonaire, een eiland behorend tot Caribisch Nederland. De PDB is opgericht op 10 augustus 1954 door Julio Antonio Abraham.

## Verkiezingen

### Voor 10-10-10
Bij de wetgevende verkiezingen van 27 januari 2006 wist de partij de zetel te houden. Van de totale opkomst kreeg de partij 45% van de stemmen. De Democratische Partij van Bonaire onder leiding van Clark Ch. A. Abraham is een zeer progressieve sociaaldemocratische partij die staat voor een uitgebreide autonomie voor het eiland Bonaire.

### Na 10-10-10
Bij de eilandsraadsverkiezingen van 2015 behaalde de partij 3 zetels. Na een conflict binnen de partij werden in 2018 de raadsleden Robby Beukenboom en Maruga Janga geroyeerd. Bij de verkiezingen van 2019 wist de partij haar 3 zetels te behouden en bestaat de PDB-fractie in de eilandsraad sindsdien uit fractievoorzitter Clark Abraham, Michael Pieters en Rolanda Hellburg-Makaai.
De partij voert sindsdien oppositie tegen de coalitie van MPB en UPB.